# Wiegenlied (1933)
Wiegenlied ist ein US-amerikanisches Filmmelodram aus dem Jahre 1933 des Regie-Debütanten Mitchell Leisen mit der Deutschen Dorothea Wieck in der Hauptrolle. Die Geschichte basiert auf dem Stück „Canción de Cuna“ (1911) von Gregorio Martinez Sierra.

## Handlung
Das Waisenkind Joanna ist in Spanien zu einer reifen Frau gewachsen und entschließt sich dazu, ins Kloster Santa Maria zu gehen, um Nonne zu werden. Der einzige Kontakt des Klosters mit der Außenwelt wird von einem Arzt gehalten, aber den Nonnen ist es strengstens untersagt, ihm ihre Gesichter zu zeigen. Der Arzt kennt Joanna bereits aus der Zeit vor ihrem Entschluss, allem Weltlichen zu entsagen und sieht, wie Joanna mit diesem Gebot absoluter Weltabgewandtheit zu kämpfen hat. Das Kloster kümmert sich auch um Mütter, die sich mit ihren zurückgelassenen Babys bisweilen überfordert fühlen. Für sie wurde das Prinzip einer rotierenden Tür eingeführt, die diesen Müttern Zugang zu Nahrung ermöglicht und wo man Lieferungen wie beispielsweise Pakete abgeben kann. Eines Tages wird dort ein Winzling im Körbchen zurückgelassen und von Joanna entdeckt. Sofort nimmt sie das Baby an sich und kümmert sich um es. Obwohl die Vikarin des Klosters dagegen ist, das Kleinkind hier zu behalten, bietet der Mediziner an, das Teresa genannte Mädchen offiziell zu adoptieren, damit sich das Kloster um deren Erziehung kümmern könne. 
Die kleine Teresa wächst unter der liebevollen Obhut von Joanna auf und sorgt für frischen Wind im Kloster. Zu ihrem 17. Geburtstag bringt der Arzt und Adoptivvater Teresa ein schönes Kleid aus Madrid mit. Joanna ist verärgert über sein Eindringen in die Klosterwelt, zumal sie befürchtet, bald die Kontrolle über ihren Schützling, der für sie wo etwas wie eine Tochter geworden ist, zu verlieren. Die Nonne Marcella sagt Joanna, dass ihre Liebe zu Teresa egoistisch geworden sei, aber der Arzt glaubt vielmehr, dass sie einfach Angst habe, ihre Mutterrolle zu verlieren. Joanna hat ein Einsehen und überredet nun Teresa, die Welt außerhalb des Klosters zu erkunden. Daraufhin nimmt der Arzt Teresa mit in die Welt „da draußen“. Auf einer Baustelle am Bahnhofs sieht Teresa den kräftigen Vorarbeiter Antonio Perez und entbrennt sofort für ihn. Es dauert nicht lang, da bittet der junge Mann Teresa um ihre Hand. Die Nonnen sind erfreut über diese Tatsache, und man beginnt damit, für Teresa ein hübsches Hochzeitskleid zu nähen. 
Joanna gibt schweren Herzens ihren Wunsch auf, Teresa auf dem Weg zum Altar zu begleiten, damit man vor Antonios Mutter die Ringe tauschen kann. Die alte Frau ist mittlerweile nicht mehr imstande, von Madrid aus zu einer Hochzeit in das Kloster anzureisen. Als man sich voller Wehmut voneinander verabschiedet gewähren die Klosterschwestern Antonios Wunsch, in ihre Gesichter schauen zu dürfen. Dann reist Antonio mit seiner Teresa ab. Nach beider Abreise kehren die Nonnen zu ihren feierlichen Gebeten zurück. 

## Produktionsnotizen
Wiegenlied entstand im Spätsommer/Frühherbst 1933 als erste von mehreren geplanten Hollywoodproduktionen mit dem deutschen Filmimport Dorothea Wieck. Die Uraufführung erfolgte am 17. November 1933, die deutsche Premiere fand am 16. Februar 1934 im Berliner Marmorhaus statt.
Wiard Ihnen entwarf die Filmbauten, seine Frau Edith Head die Kostüme.

## Lieder
Folgende Lieder sind zu hören:
- "Children of Mary" (Text Jerome White, Musik W. Franke Harling)
- "Lullaby. Cantilena to the Infant Jesus" (Text und Musik W. Franke Harling)
- "Lonely Little Señorita" (Text und Musik Karl Hajos, Ralph Rainger und Leo Robin).

## Hintergründe und Wissenswertes
Der Film war die erste von geplanten, mehreren weiteren Hollywood-Produktionen Dorothea Wiecks. Sie drehte jedoch nur noch einen weiteren Film, das Kidnapping-Drama Wo ist das Kind der Madeleine F.?. Im Juni 1934 entschloss sie sich jedoch zur Heimkehr nach Deutschland, nachdem interessierte Kreise in den USA sie bewusst und fälschlicherweise als Nazi-Agentin denunziert hatten, um damit die Fortsetzung ihrer amerikanischen Karriere (erfolgreich) zu verhindern.

## Kritiken
Der Kritiken fielen sehr unterschiedlich aus. Nachfolgend drei Beispiele:
Mordaunt Hall schrieb in der New York Times: „Nur wenige ausländische Spieler hatten so viel Glück wie diese talentierte und charmante Schauspielerin, einen so vielversprechenden Start in Hollywood zu haben; denn dieses Schattenangebot ist Kino vom Feinsten. Es ist eine einfühlsame und poetische Geschichte, in der die Teilnehmer hauptsächlich Mitglieder einer Schwesternschaft eines Dominikanerklosters in Spanien sind. Die Verantwortlichen für die Produktion, aber auch die Darsteller haben mit dieser ruhigen Erzählung alles mögliche getan. (…)  Es ist eine wunderschön dargebotene, einfache Erzählung, in der die spirituellen Naturen einiger Charaktere nie mit den weltlichen Existenzen der anderen kollidieren. Die unbeschwerte und manchmal philosophische Ansprache des Doktors ist immer erfreulich. Sir Guy Standing gibt eine bewundernswerte Darstellung in der Rolle dieses privilegierten Arztes, der zwar als Ketzer angeklagt, aber immer freundlich und nachdenklich ist. Louise Dresser ist gut besetzt als Priorin (…) Fräulein Wieck mag einen teutonischen Akzent haben, aber sie spricht ihre Zeilen effektiv, und ihre Stimme ist sehr angenehm. Sie handelt mit der gleichen Zurückhaltung, Natürlichkeit und Würde wie die Lehrerin in "Mädchen in Uniform".“

„Es bewegt sich nur langsam voran, mühselig … kommerziell betracht zweifellos fragwürdig.“

Halliwell‘s Film Guide fand, der Film sei eine „getragene Umsetzung eines einst modischen Stücks, zu sehr beschäftigt mit seinem eigenen, künstlerischen Hintergrund und behindert von einem Star, der nicht gut rüberkommt … .“